# Tumbul
Tumbul är en ort i Azerbajdzjan.   Den ligger i distriktet Nachitjevan, i den sydvästra delen av landet, 400 km väster om huvudstaden Baku. Tumbul ligger 809 meter över havet och antalet invånare är 1 556.
Terrängen runt Tumbul är lite kuperad. Närmaste större samhälle är Nachitjevan, 4,7 km norr om Tumbul. 
Trakten runt Tumbul består till största delen av jordbruksmark. Runt Tumbul är det ganska glesbefolkat, med 48 invånare per kvadratkilometer.